# Sepolta viva
Sepolta viva è un film del 1973, diretto da Aldo Lado e interpretato da Agostina Belli, Fred Robsahm e Maurizio Bonuglia.
Tratto dal romanzo di Marie Eugénie Saffray e sceneggiato, tra gli altri, dal critico Claudio Masenza, il film è un esempio di melodramma in costume, tornato prepotentemente di moda all'inizio degli anni Settanta.
Il film, ambientato nella Francia del diciannovesimo secolo, è stato girato al Castello di Fénis e di Issogne in Valle d'Aosta.

## Trama
Nel 1780 in Bretagna, il giovane conte Philippe, signore del castello di Coëtquen, aveva appena sposato la bella Christine, figlia di un povero pescatore d'Occidente. Nonostante le sue origini modeste, Christine fu ben accolta dagli amici di Philippe e la giovane duchessa Dominique de Matignon le diede subito un caloroso benvenuto. I fratelli minori di Philippe, Ferdinand e Gaël, sono felici del loro matrimonio, ma temono per l'eredità del padre. Ferdinando, geloso del potere e dell'autorità di Philippe, vede qualsiasi pretesa futura messa a repentaglio quando viene a sapere della gravidanza di Christine. Il loro figlio sarà l'unico erede della famiglia Coëtquen.
Gaël desidera sposare Dominique de Matignon, che nel tempo ha sviluppato una profonda inimicizia per Christine. Ferdinand approfitta della situazione di Gaël per realizzare un piano che lo libererà della giovane cognata e del bambino che porta dentro di sé. Così, alleandosi con Morel, l'amministratore del castello, i due fratelli, approfittando dell'assenza di Philippe, imprigionano Christine nelle segrete di una torre del castello, sostenendo che sia morta. Quando Philippe torna al castello e viene a sapere della morte di sua moglie, è sopraffatto dal dolore e perde interesse per gli affari del castello. Ferdinando diventa gradualmente il maestro indiscusso.
Nel frattempo, la povera Christine vive un'esistenza miserabile nella prigione della torre, in attesa della fine della sua gravidanza. Un giorno, è quasi annegata nella sua cella per mano di Ferdinando, che è determinato ad ucciderla all'insaputa di suo fratello Gaël. Viene salvata per caso dall'amministratore, che è tentato di raccontare tutto a Philippe. Ferdinando lo minaccia di non rivelare nulla su questo tentato omicidio. Il maggiordomo, cogliendo l'occasione, ricatta il suo padrone: tacerà, in cambio del matrimonio di Ferdinando con la figlia Odette. Ferdinando tace, ma non c'è dubbio che abbia già condannato a morte il suo maggiordomo.
Un giorno, Philippe lascia il castello e si rifugia in un convento. Invia una lettera ai suoi fratelli annunciando che si è suicidato, lasciando loro tutte le sue proprietà. Il suicidio del fratello scuote il già precario equilibrio mentale di Gaël. Mentre Ferdinando celebra il potere che finalmente ha nelle sue mani, Gaël, disperato, si suicida per impiccagione.
Un giovane ha scoperto la prigione di Christine e l'ha aiutata a fuggire. Per paura di essere scoperta da Ferdinando, affida il figlio al convento del villaggio (lo stesso in cui ha trovato rifugio Filippo). Poi va al villaggio di suo padre. Grazie a un segno di riconoscimento che Christine ha lasciato sul bambino, Philippe scopre che si tratta di suo figlio. Esce quindi dal convento ed entra nel castello dove Ferdinando, rinchiuso in se stesso, è terrorizzato dai fantasmi delle sue vittime che compaiono nei suoi sogni. Philippe affronta suo fratello, ma quest'ultimo cerca di fuggire e muore cadendo da una merlatura nel castello. Grazie al ragazzo che ha aiutato Christine a fuggire, Philippe riesce a raggiungerla.

## Sequel
- il seguito di questo film è ambientato una ventina d'anni dopo e si intitola Il figlio della sepolta viva.